# 桑水流みき
桑水流みき（くわずる みき、英語: Miki Kuwazuru、1969年〈昭和44年〉7月3日 - ）は、日本の洋画家。鹿児島県鹿児島市出身。福岡県在住。女性。

## 経歴 ・受賞歴
鹿児島県鹿児島市に生まれ鹿児島市立伊敷小学校、鹿児島市立河頭中学校、鹿児島県立鹿児島中央高等学校を経て、久留米大学医学部附属臨床検査技師専門学校に入学。卒業後、日本赤十字社福岡県血液センターにて臨床検査技師として働き1994年退職、渡米。en:Montgomery Collegeおよびen:Maryland Institute College of Artにて習学中にナショナル・ギャラリー・オブ・アートで感銘を受け画家を志す。海外受賞歴多数。帰国後、岡田征彦に師事、2003年(平成15年）以降、日本国内での展覧会や個展を中心に活動中。2010年（平成22年）久留米大学病院に作品寄贈、タイ赤十字認定ナイチンゲール芸術賞。2011年（平成23年）朝倉医師会病院に作品寄贈。2012年（平成24年）朝倉医師会病院緩和ケア病棟の個室や談話室の絵画を手がける。福岡文化連盟会員。日洋会会員。

## 作風・エピソード
- 弧を中心に曲線を組み合わせた作風が特色[2]。
- 癒しに対しては、医療職を経て画家になるという経歴が影響している。
- また、自身が母親であるため母子の作品も多い。
- エーリヒ・フロムの哲学の書である「愛するということ」に感銘を受けて、作品は鑑賞者への愛とのこと。幼いころから絵が好きで、高校では美術部に所属。出産を機に母子の姿も描くようになった[3]。
- 医療職を経て画家になるという異色の経歴を持つため医療への感心が高く「アートと医療」という演題で講演もしている。[4]。
- 血液センター時代、輸血ハンドブックの挿絵を描いた。